# Cal Cavaller (Sant Ferriol)
Cal Cavaller és una masia situada al municipi de Sant Ferriol, a la comarca catalana de la Garrotxa.